# لیک کریک (میزوری)
لیک کریک (به انگلیسی: Lake Creek) یک منطقهٔ مسکونی در ایالات متحده آمریکا است که در شهرستان بنتون، میزوری واقع شده‌است. لیک کریک ۲۹۶٫۸۸ متر بالاتر از سطح دریا واقع شده‌است.